# Ashton Jeanty
Ashton Jeanty (* 2. Dezember 2003 in Jacksonville, Florida) ist ein US-amerikanischer American-Football-Spieler auf der Position des Runningbacks. Er spielte für die Boise State Broncos in der NCAA Division I (FBS) und wurde im NFL Draft 2025 von den Las Vegas Raiders ausgewählt.

## Frühes Leben
Jeanty wurde in Jacksonville, Florida geboren und besuchte die Lone Star High School in Frisco (Texas). Seine Eltern haben haitianische Wurzeln, was einen wichtigen Teil seiner Identität und Motivation in seiner sportlichen Karriere ausmacht. Diese kulturellen Wurzeln haben ihn inspiriert, in seiner Laufbahn immer das Beste zu geben und seine Familie stolz zu machen. In seiner letzten Highschool-Saison erlief er 1.843 Yards und erzielte insgesamt 41 Touchdowns. Anschließend entschied er sich, College-Football an der Boise State University zu spielen, nachdem er mehrere Angebote von anderen Universitäten, darunter Texas Tech und Arizona State, erhalten hatte. Jeanty wählte Boise State wegen des Trainerteams und des Programms, das ihm sehr gefiel.

## College-Karriere

### Boise State
Als Freshman im Jahr 2022 teilte Jeanty die Spielzeit mit George Holani. Er spielte in allen 14 Spielen, startete in zwei und beendete die Saison mit 821 Yards bei 156 Läufen und erzielte sieben Touchdowns. Im 2022 Frisco Bowl erlief er 178 Yards und einen Touchdown.
2023 kehrte Jeanty nach Boise State zurück und führte das Team mit 1.347 Rushing Yards und 14 Touchdowns an. Er sammelte zudem 569 Receiving Yards und erzielte fünf Touchdowns. Seine Leistungen führten dazu, dass er zum Mountain West Offensive Player of the Year ernannt wurde. Zudem zählt er zu den besten Spielern in Bezug auf erzwungene verpasste Tackles, was auf seine Beweglichkeit und Explosivität hinweist.
In der Eröffnungspartie der Saison 2024 gegen Georgia Southern stellte Jeanty mit 267 Yards einen neuen Single-Game-Rushing-Rekord auf und erzielte sechs Touchdowns. Jeanty galt als einer der besten Runningbacks für den NFL Draft 2025 und ein Kandidat für die Heisman Trophy. Im NFL Draft 2025 wurde Jeanty an sechster Stelle von den Las Vegas Raiders ausgewählt.

## Statistiken
| Boise State Broncos | Boise State Broncos | Boise State Broncos | Boise State Broncos | Boise State Broncos | Boise State Broncos | Boise State Broncos | Boise State Broncos | Boise State Broncos | Boise State Broncos |
| Saison              | Spiele              | Starts              | Läufe               | Yards               | Yards pro Lauf      | Rushing TD          | Receptions          | Receiving Yards     | Receiving TD        |
| ------------------- | ------------------- | ------------------- | ------------------- | ------------------- | ------------------- | ------------------- | ------------------- | ------------------- | ------------------- |
| 2022                | 14                  | 2                   | 156                 | 821                 | 5,3                 | 7                   | 14                  | 155                 | 0                   |
| 2023                | 12                  | 12                  | 220                 | 1.347               | 6,1                 | 14                  | 43                  | 569                 | 5                   |
| 2024                | 14                  | 14                  | 374                 | 2.601               | 7,0                 | 29                  | 23                  | 138                 | 1                   |
| Gesamt              | 40                  | 26                  | 651                 | 4.769               | 6,4                 | 50                  | 80                  | 862                 | 6                   |

Stand 22. Januar 2025
Quelle: espn.com